# Leucanthemum gaudinii
Leucanthemum gaudinii là một loài thực vật có hoa trong họ Cúc. Loài này được Dalla Torre mô tả khoa học đầu tiên năm 1882.